# Ex, ¿qué harías por tus hijos?
Ex, ¿qué harías por tus hijos? fue un programa de telerrealidad producido por Zeppelin TV que se estrenó en Telecinco el 26 de junio de 2014 y finalizó el 29 de agosto de 2014. El programa, presentado por Emma García y Álvaro de la Lama, fue la adaptación española de The Extra Mile (Ad Sof HaOlam), de origen israelí. Se trataba del primer programa de telerrealidad que tiene como objetivo ayudar a diez parejas divorciadas a reconciliarse por el bien de sus hijos, mientras participan en diversas misiones que ponen a prueba su fortaleza mental, sus habilidades físicas y, sobre todo, su capacidad de cooperación pese a haber puesto fin a sus respectivas relaciones.

## Mecánica
Siguiendo el estilo de los programas de telerrealidad de convivencia que emite la misma cadena, diez exparejas convivirán en un hotel rural de Fuerteventura mientras participan en diversas misiones situadas en diversos escenarios naturales de la isla, en las que pondrán a prueba su fortaleza mental, sus habilidades físicas y, sobre todo, su capacidad de cooperación pese a haber puesto fin a sus respectivas relaciones.
El objetivo de todo ello es ganar un premio de 100.000 euros, destinados a garantizar el futuro de sus hijos, que se depositarán en un fondo fiduciario a su nombre y que no podrán tocar hasta que los menores alcancen la mayoría de edad. Para lograr la victoria, cada semana deberán competir mediante tres pruebas diferentes, saliendo una pareja nominada y otra inmune de cada una de las dos primeras. Por su parte, de la tercera prueba solo una pareja será nominada. Finalmente, serán los propios concursantes, a través de su voto en pareja, los que decidan qué compañeros deberán abandonar la competición.

## Formato e historia
El espacio, iniciado el 26 de junio de 2014, estaba presentado por los periodistas Emma García y Álvaro de la Lama. Ambos conducían el programa desde distintos lugares; Álvaro se encargaba de copresentar desde la isla de Fuerteventura, donde tenía lugar la convivencia, mientras que Emma García presentaba desde el plató en Fuencarral (Madrid), dando paso a los vídeos y comentando la convivencia con los familiares y/o amigos de los concursantes.
Tras los discretos datos de audiencia cosechados en la primera gala, Mediaset España y Zeppelin TV decidieron añadir colaboradores a partir de la segunda semana para dar más dinamismo al programa. De este modo, Rosa Benito, Sofía Cristo y Bárbara Rey se unieron para comentar las imágenes de la convivencia. No obstante, esta última fue sustituida por Alessandro Lecquio a partir de la tercera gala. Además, este día también se dividió el programa en dos partes, quedando la emisión de prime time como gala y la de late night como debate, separando las pruebas y la convivencia de las interacciones en plató.
Más tarde, debido al descenso continuo de la audiencia, volvieron a dar un giro al formato. Así, a partir de la sexta gala, la cadena prescindió de las galas en plató, de la presentadora, de los colaboradores y del público, pasando a emitir únicamente las pruebas e imágenes de la convivencia grabadas en Fuerteventura con Álvaro de la Lama. Además, los mismos motivos hicieron que el programa fuera relegado al horario late night hasta su finalización, que tuvo lugar el 28 de agosto de 2014.
Por su parte, cabe destacar que los resúmenes diarios de Ex, ¿qué harías por tus hijos? se emitían de lunes a viernes en Divinity.

## Ex, ¿qué harías por tus hijos? (2014)
- 26 de junio de 2014 — 28 de agosto de 2014.

### Equipo técnico
Presentadores
| Presentador       | Edad    | Profesión                               |
| ----------------- | ------- | --------------------------------------- |
| Emma García       | 41 años | Periodista y presentadora de televisión |
| Álvaro de la Lama | 30 años | Periodista y presentador de radio y TV  |

### Parejas
| Concursantes | Residencia | Edad    | Profesión                             | Hijos   | Duración | Información     |
| ------------ | ---------- | ------- | ------------------------------------- | ------- | -------- | --------------- |
| Maika        | Vizcaya    | 43 años | Diseñadora de interiores              | 2 hijas | 63 días  | Ganadores       |
| Pedro        | Vizcaya    | 46 años | Parado                                | 2 hijas | 63 días  | Ganadores       |
| Sandra       | Valencia   | 32 años | Empresarios                           | 2 hijos | 63 días  | 2.os finalistas |
| Mikel        | Valencia   | 36 años | Empresarios                           | 2 hijos | 63 días  | 2.os finalistas |
| Raquel       | Burgos     | 29 años | Propietarios de negocio de neumáticos | 1 hija  | 56 días  | 8.os expulsados |
| Carmelo      | Burgos     | 37 años | Propietarios de negocio de neumáticos | 1 hija  | 56 días  | 8.os expulsados |
| Laura        | Las Palmas | 39 años | Administrativa y camarera             | 2 hijos | 42 días  | 7.os expulsados |
| Juanma       | Las Palmas | 36 años | Hostelero                             | 2 hijos | 42 días  | 7.os expulsados |
| Vanessa      | Madrid     | 37 años | Comercial de telefonía                | 3 hijos | 35 días  | 6.os expulsados |
| José         | Madrid     | 39 años | Propietario de negocio de automóvil   | 3 hijos | 35 días  | 6.os expulsados |
| Ana          | Almería    | 24 años | Bailarina                             | 1 hijo  | 28 días  | 5.os expulsados |
| César        | Almería    | 26 años | Cantante de una orquesta              | 1 hijo  | 28 días  | 5.os expulsados |
| Laura        | Madrid     | 29 años | Opositora a Policía Nacional          | 1 hija  | 21 días  | 4.os expulsados |
| Roberto      | Madrid     | 32 años | Ingeniero y diseñador industrial      | 1 hija  | 21 días  | 4.os expulsados |
| Mónica       | Navarra    | 41 años | Propietarios de tienda de ropa        | 3 hijas | 14 días  | 3.os expulsados |
| Pablo        | Navarra    | 37 años | Propietarios de tienda de ropa        | 3 hijas | 14 días  | 3.os expulsados |
| Loli         | Barcelona  | 39 años | Manipuladora de alimentos             | 1 hija  | 7 días   | 2.os expulsados |
| Manuel       | Barcelona  | 35 años | Encargado                             | 1 hija  | 7 días   | 2.os expulsados |
| Joana        | Toledo     | 31 años | Camarera                              | 2 hijos | 1 día    | 1.os expulsados |
| Rubén        | Toledo     | 34 años | Empresario                            | 2 hijos | 1 día    | 1.os expulsados |

### Estadísticas semanales
|                  | Gala 1     | Gala 2     | Gala 3     | Gala 4     | Gala 5     | Gala 6     | Gala 7     | Gala 8     | Gala 9     | Final     |
| ---------------- | ---------- | ---------- | ---------- | ---------- | ---------- | ---------- | ---------- | ---------- | ---------- | --------- |
| Maika & Pedro    | Salvados   | Nominados  | Inmunes    | Nominados  | Nominados  | Salvados   | Nominados  | Finalistas | Finalistas | Ganadores |
| Sandra & Mikel   | Inmunes    | Salvados   | Salvados   | Inmunes    | Inmunes    | Salvados   | Salvados   | Nominados  | Finalistas | Segundos  |
| Raquel & Carmelo | Salvados   | Inmunes    | Salvados   | Salvados   | Salvados   | Nominados  | Salvados   | Nominados  | Expulsados |           |
| Laura & Juanma   | Salvados   | Salvados   | Salvados   | Salvados   | Inmunes    | Salvados   | Expulsados |            |            |           |
| Vanessa & José   | Salvados   | Nominados  | Salvados   | Nominados  | Salvados   | Expulsados |            |            |            |           |
| Ana & César      | Inmunes    | Salvados   | Inmunes    | Inmunes    | Expulsados |            |            |            |            |           |
| Laura & Roberto  | Nominados  | Salvados   | Nominados  | Expulsados |            |            |            |            |            |           |
| Mónica & Pablo   | Nominados  | Inmunes    | Expulsados |            |            |            |            |            |            |           |
| Loli & Manuel    | Salvados   | Expulsados |            |            |            |            |            |            |            |           |
| Joana & Rubén    | Expulsados |            |            |            |            |            |            |            |            |           |

## Audiencias

### Primera temporada (2014)
| Fecha      | Características del programa                       | Audiencia         |
| ---------- | -------------------------------------------------- | ----------------- |
| 26/06/2014 | Gala 1 / Presentación / Expulsión de Joana y Rubén | 1 666 000 (13,0%) |
| 03/07/2014 | Gala 2 / Expulsión de Loli y Manuel                | 1 062 000 (10,1%) |
| 10/07/2014 | Gala 3 / Expulsión de Mónica y Pablo               | 1 285 000 (8,2%)  |
| 17/07/2014 | Gala 4 / Expulsión de Laura y Roberto              | 1 270 000 (8,6%)  |
| 24/07/2014 | Gala 5 / Expulsión de Ana y César                  | 1 251 000 (8,7%)  |
| 31/07/2014 | Gala 6 / Expulsión de Vanessa y José               | 921 000 (9,5%)    |
| 07/08/2014 | Gala 7 / Expulsión de Laura y Juanma               | 907 000 (9,7%)    |
| 14/08/2014 | Gala 8 / Finalistas: Maika y Pedro                 | 756 000 (9,4%)    |
| 21/08/2014 | Gala 9 / Expulsión de Raquel y Carmelo             | 791 000 (8,2%)    |
| 28/08/2014 | Gala 10 / Final / Ganadores: Pedro y Maika         | 782 000 (7,9%)    |

## Palmarés
| Edición               | Fecha | Ganadores     | Subcampeones   | Terceros         |
| --------------------- | ----- | ------------- | -------------- | ---------------- |
| [ 1 ] Primera edición | 2014  | Pedro y Maika | Sandra y Mikel | Raquel y Carmelo |

## Audiencias
| Edición                      | Fechas de emisión                          | Espectadores | Cuota | Ex, la final   |
| ---------------------------- | ------------------------------------------ | ------------ | ----- | -------------- |
| [ 1 ] Primera edición (2014) | 26 de junio de 2014 — 28 de agosto de 2014 | 1 069 000    | 9,3%  | 782 000 (7,9%) |

## Recepción mundial
El programa original, de la productora Studio Glam, debutó con gran éxito en abril de 2014 en el canal israelí Channel 10. El programa logró un porcentaje de audiencia del 37,7% en su primera emisión. Además, es uno de los formatos que más interés ha despertado en el MipTV celebrado en Cannes (Francia) en abril de 2014. El programa de telerrealidad fue adquirido para su emisión en países como Reino Unido, Alemania, Francia, Italia, Portugal, Dinamarca, Australia, Turquía , Escandinavia, Colombia, siendo la adaptación de Telecinco para España la primera realizada en el mundo.